# نورمان وايتسايد
نورمان وايتسايد (بالإنجليزية: Norman Whiteside)‏ (مواليد 7 مايو 1965) هو لاعب كرة قدم. يلعب مع منتخب أيرلندا الشمالية لكرة القدم. سبق له أن لعب في كأس العالم لكرة القدم مع منتخب بلاده.

## مسيرته الكروية
لعب نورمان وايتسايد خلال مسيرته الاحترافية مع ناديين في عشرة مواسم وسجل خلالها 56 هدفًا ضمن 235 مباراة. حيث فاز في موسمين بالكأس ولم يفز بأي دوري.
خاض نورمان وايتسايد مسيرته مع نادي مانشستر يونايتد في موسم 1981–82 ليلعب معه ثمانية مواسم، مشاركًا في 206 مباراة سجل خلالها 47 هدفًا. ثم انتقل إلى نادي إيفرتون في موسم 1989–90 ولمدة موسمين، حيث شارك في 29 مباراة سجل خلالها 9 أهداف.

## روابط خارجية
- نورمان وايتسايد على موقع الاتحاد الدولي (مؤرشف)  (الإنجليزية)
- نورمان وايتسايد على موقع الاتحاد الأوربي (الإنجليزية)
- نورمان وايتسايد على موقع قاعدة بيانات كرة القدم.إي يو (الإنجليزية)
- نورمان وايتسايد على موقع ناشيونال فوتبول تيمز (الإنجليزية)
- نورمان وايتسايد على موقع Soccerbase.com (لاعب) (الإنجليزية)
- نورمان وايتسايد على موقع Soccerway.com (الإنجليزية)
- نورمان وايتسايد على موقع عالم كرة القدم.نت (الإنجليزية)